# Кубиз (хордофон)
Куби́з — удмуртський традиційний смичковий музичний інструмент, який нагадує скрипку. На сьогодні використовується дуже рідко. Таку ж назву має і башкирська дримба — кумиз або, частіше, кубиз.
Кубиз має 3 струни, які мають лад соль-ре-соль. Корпус металевий, рідше дерев'яний, близький до сучасної європейської скрипки, смичок із кінського волоса, квінтове налаштування струн.
Виконавець грає стоячи або сидячи, при цьому кубиз розташовується вертикально на колінах. В репертуарі — народні награвання.